# Dropa
Los Dropa, también conocidos como Dropas, Drok-pa o Dzopa (chino: 杜立巴), serían, según ciertos escritores polémicos, una supuesta raza de extraterrestres humanoides de baja estatura que habrían aterrizado cerca del Tíbet hace aproximadamente 12.000 años. Todos los supuestos hallazgos relacionados con ellos solo se conocen por relatos de dichos autores o por fotos borrosas que no se corresponden exactamente con lo descrito, ya que los supuestos restos óseos y objetos encontrados y almacenados en instituciones oficiales en China (algunas inexistentes) no se encuentran donde los autores dicen que estaban.
Los hechos aparecieron en el libro Sungods in Exile (dioses del Sol en el exilio), escrito en 1978 por David Agamon, en el que indicaba que se basaba en las notas del Dr. Karyl Robin-Evans, que decía era profesor en la Universidad de Oxford. Posteriormente, en 1995, el autor británico David Gamon admitió en la revista Fortean Times que él había escrito el libro como un fraude bajo el seudónimo Agamon inspirado por la popularidad de Erich von Däniken y sus libros sobre antiguos astronautas. El material de partida para la historia se tomó de un artículo de la revista rusa Digest de 1960 y de una novela de ciencia ficción francesa de 1973 titulada Les disques de Biem-Kara (Los discos de Biem-Kara), de Daniel Piret .

## Presunto descubrimiento
Supuestamente en 1938, Chi Pu Tei (chino: 齊福泰), un profesor de arqueología en la Universidad de Pekín, y sus estudiantes estaban en una expedición para explorar una serie de cuevas en las inaccesibles montañas de Bayan Kara Ula, cerca del Tíbet, grutas que supuestamente podrían haberse tallado artificialmente en un sistema de túneles y despensas subterráneas.
Según esta supuesta historia, se dice que los exploradores habrían encontrado muchas tumbas con esqueletos de 1,38 m (4′ 6″) de largo enterrados dentro de ellas. Los esqueletos habrían tenido cabezas anormalmente grandes y cuerpos pequeños, delgados y frágiles. Supuestamente un miembro del equipo sugirió que estos pudieran ser los restos de una especie desconocida de gorila de montaña. También se dice que el catedrático Chi Pu Tei, respondió: "¿Quién alguna vez se enteró de monos enterrándose el uno al otro?". No había ningún epitafio en las tumbas pero, en cambio, habrían encontrado unos cientos de discos de piedra de 30 cm de diámetro ("Piedras de Dropa") con agujeros de 8 cm de diámetro en sus centros. Sobre las paredes se habrían descubierto, tallados, los cuadros del Sol naciente, la Luna, estrellas, la Tierra, montañas y líneas de puntos que unen la tierra con el cielo. Los discos y las pinturas rupestres se dice que datarían de aproximadamente 12.000 años.

### Piedras de Dropa

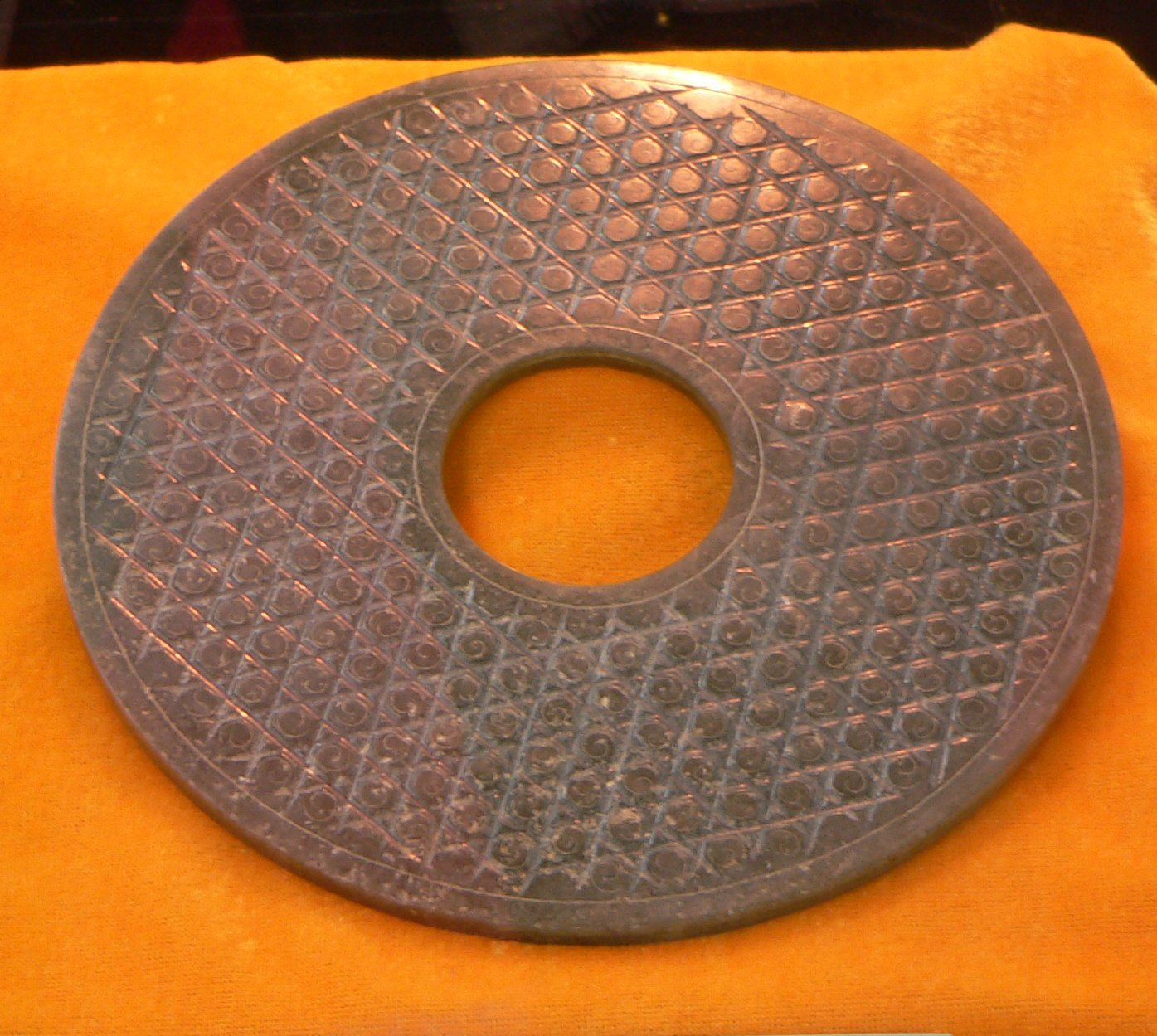
Presunto platillo de Dropa (la foto realmente es un disco BI de jade).

Cada disco de piedra, según se informa, se habría inscrito con dos surcos finos que se mueven en espiral desde el borde al agujero central (quizás a diferencia del Disco de Festos). Se dice que etiquetaron los discos con otros hallazgos de la expedición y los mantuvieron en la Universidad de Pekín durante 20 años. Todos los intentos de descifrarlos fueron inútiles.
Cuando el doctor Tsum Um Nui examinó los discos, en Pekín, alrededor de 1958, a diferencia de los demás investigadores, habría logrado concluir que cada surco en realidad contenía en una serie de diminutos jeroglíficos de origen y diseño desconocidos. Las filas de los mismos eran tan pequeñas que fue necesaria una lupa para verlos claramente. Muchos de los jeroglíficos estaban desgastados por la erosión. Cuando el doctor Tsum habría descifrado supuestamente los símbolos, revelaron la historia de un aterrizaje forzoso de la nave espacial Dropa y la matanza de la mayor parte de los sobrevivientes por habitantes del lugar.
Según Tsum Um Nui, en una de las líneas de jeroglíficos se leería: "Los Dropa vinieron de las nubes en su nave. Nuestros hombres, mujeres y niños se escondieron en las cuevas diez veces antes del amanecer hasta que al fin entendieron las señas de los Dropa y se dieron cuenta de que venían con intenciones de paz...". Otra sección expresa "pesar" de los habitantes de la montaña (tribu de los Ham) porque los alienígenas habían estrellado su nave y no podían construir otra para regresar a su planeta.
El doctor Tsum supuestamente informó de su descubrimiento en 1962. Sin embargo, habría sido tomado en burla hasta tal punto que él mismo se habría exiliado a Japón, donde luego moriría. Se dice que la Academia de Prehistoria de Pekín nunca le habría permitido publicar o hablar de su hallazgo otra vez. 
Debido a que "Tsum Um Nui" no es un nombre chino real, algunos críticos sugieren que ni siquiera haya existido. Otros aseguran que Tsum Um Nui es un nombre japonés adaptado al idioma chino.[cita requerida] Además de sus teorías sobre los Dropa, no hay más evidencia de que haya existido.[cita requerida]

### Presuntos descubrimientos recientes
En octubre de 2007, una de las descendientes del doctor Tsum Um Nui reveló a la prensa que este había dejado en su casa, aparentemente con la intención de estudiarlos, algunas muestras de uno de los esqueletos hallados. Las muestras se enviaron para un análisis de ADN. Estos estudios trajeron a la luz más información de la que se esperaba, ya que se descubrió que había descendientes híbridos en un remoto pueblo en China, por lo cual aún se sigue investigando.

## Presuntas investigaciones
En 1965, finalmente, habrían dado permiso al Profesor Chi Pu Tei y a cuatro de sus colegas para revelar su teoría. Ellos la habrían revelado bajo el nombre de "The Grooved Script concerning Space-ships which, as recorded on the Discs, landed on Earth 12,000 years ago".
Los registros —unos 716 discos acanalados más tarde descubiertos en las mismas cuevas—  se dice que contarían una asombrosa historia de una sonda espacial enviada por los habitantes de otro planeta. Después del aterrizaje en las montañas Bayan Kara Ula, según dicen las escrituras, las pacíficas intenciones de los extraterrestres confundieron a los miembros de la tribu de los Ham, los habitantes de las cuevas vecinas, que los persiguieron y los mataron.
Las fotos muestran que los discos Dropa eran, de hecho, discos Bi, de los cuales se han encontrado miles por todas partes en China, sobre todo en las provincias del sudeste del país. Los discos Bi pueden medir desde unas pulgadas a varios pies y comúnmente se hacen de jade o de nefrita, con un pequeño agujero redondo o cuadrado en el centro. La mayor parte de los discos Bi datan del período Neolítico (siglo XXX a. C.), pero se han encontrado hasta del período de la dinastía Shang. Los discos Bi que datan de antes del período Shang son, por lo general, más adornados, tallados con dragones, serpientes y a veces peces, y se usan en ceremonias rituales. La mayor parte de los discos Bi del Neolítico se encontraron en tumbas, enterrados bajo la cabeza o los pies del difunto. Ningún disco Bi contiene escrituras o surcos en espiral como se han descrito en la historia Dropa por autores como Hartwig Hausdorf.
Los discos Dropa, como se dice, son de 30 cm de diámetro. Sin embargo, una fotografía en blanco y negro, que según Hausdorf y otros pertenece a un disco Dropa, muestra claramente un disco que descansa sobre un asiento con varios pies de diámetro, desprovisto de toda marca.

### Las fotos de Wegerer
En 1974, Ernst Wegerer, un ingeniero austriaco, fotografió dos discos que coincidían con las descripciones de las Piedras de Dropa. Estaba en un viaje guiado en el Museo de Bampo en Xian cuando vio los discos de piedra expuestos.[cita requerida] Dijo que vio un agujero en el centro de cada disco y jeroglíficos en surcos, en parte desmenuzados, parecidos a una espiral.[cita requerida]
Wegerer preguntó a los encargados del museo si le podían dar más información sobre las piezas en exhibición. La encargada no sabía nada sobre las piedras; solo pudo contarle la historia completa de otros artefactos de arcilla. Lo único que sabía era que las piedras fueron "objetos de culto" sin importancia.
A Wegerer le habrían permitido tener uno de los discos en la mano. El ingeniero estimó que el disco pesaba 1 kg y medía 30 cm de diámetro. Los jeroglíficos no se apreciaban en sus fotografías porque el flash de la cámara no dejaba ver los detalles finos, como los surcos en espiral.
Unos pocos días después de la visita de Wegerer, se dice que la encargada fue despedida de su trabajo sin que se le explicaran las razones.  Así, ella y los dos discos habrían desaparecido, según el profesor Wang Zhijun, director del Museo de Bampo, en marzo de 1994.

## Críticas
Los críticos rechazaron en gran parte la historia de los Dropa sosteniendo que era una mezcla de engaño y de leyenda urbana. Por ejemplo, el escritor David Richie menciona que estas historias intrigaron a Gordon Chreighton, un miembro de la Real Sociedad de Antropología y la Real Sociedad de Geografía. En la investigación, Chreighton consideró que las alegaciones sobre los Dropa “carecían de fundamento” y detalló sus conclusiones en un artículo para el Flying Saucer Review. 
No es fácil encontrar evidencia creíble que demuestre que las Piedras de Dropa existan o hayan existido en el pasado. Los defensores del relato aseguran que es el resultado de una alteración social causada por la Revolución Cultural China y de un encubrimiento confabulado por las autoridades de ese país. Sin embargo esto va más allá de China, ya que los que se oponen a la historia de los Dropa afirman que es un engaño de Erich von Däniken.
A continuación, se mencionan las refutaciones de las alegaciones más sensacionalistas sobre los Dropa:
- 1. El descubrimiento. No existen menciones de que se hayan realizado expediciones en Bayan Kara Ula en 1938. No hay referencias de la existencia de "Tsum Um Nui" (chino: 楚聞明) en ningún lado. Como se supone que huyó de China y murió en Japón en la década de 1960, la teoría del encubrimiento por autoridades chinas durante la Revolución Cultural sería falsa. En ningún momento existió una "Academia de Prehistoria de Pekín".

- 2. Primeras fuentes. La primera mención de la historia se encuentra en el libro de Erich von Däniken, ¿Carrozas de los Dioses?. El libro fue criticado como poco fiable; de hecho, la mayoría de los nombres y las fuentes que nombraba no pudieron confirmarse. Däniken afirmó que su fuente principal había sido el escritor de ciencia ficción Alexander Kazantsev. Sin embargo, Kazantsev negó esto y dijo que el mismo Däniken era quien le había contado la historia de los Dropa.

- 3. Posteriores fuentes. El libro de 1978 Sungods in Exile, "editado" por David Agamon, parece apoyar la historia de los Dropa; pero Agamon admitió en 1988, en la revista Fortrean Times, que el libro y su supuesto autor, el Dr. Karyl Robin-Evans, eran ficción. Algunos sitios web publicaron una fotografía de Robin-Evans con el actual dalái lama. Sin embargo, la foto es bastante reciente, por lo que no puede ser Robin-Evans (quien falleció en 1978, según Hartwig Hausdorf).

- 4. Traducción. No hay absolutamente ningún precedente de un lenguaje completamente desconocido que haya sido descifrado satisfactoriamente. Todas las lenguas perdidas antiguas han sido descubiertas de nuevo solo porque sobrevivieron en forma oral y/o escrita. Incluso en tales casos, descifrar y entender estas viejas formas de lenguaje y sus escrituras por lo general llevaba décadas para múltiples equipos de lingüistas sumamente competentes y los detalles de sus conclusiones constantemente se están examinando de nuevo y poniéndose al día. Además, se sabe de lo difícil de traducir textos antiguos, incluso teniendo conocimientos sobre estos idiomas (como la traducción de la Piedra de Rosetta por parte de Champollion). Considerando estos hechos, habría aún mayores dificultades en la traducción de una lengua realmente extraterrestre. Es por lo tanto sumamente improbable que solo un erudito chino, sin ayuda de nadie, pudiera descifrar una escritura ajena a la lengua en su rato libre.

- 5. Los discos. Todo lo que existe de los discos de Dropa son varias fotos panorámicas. En primer lugar, los discos fotografiados no concuerdan con "los discos de 30 cm"; en las fotos son mucho más grandes. Por otro lado, las fotos no muestran ninguno de los supuestos surcos profundos. Finalmente, no hay fotos, descripciones, análisis ni ninguna otra evidencia que muestre la "escritura alienígena" que tienen los discos.

- 6. La evidencia. Supuestamente, los discos se guardaron en varios museos de China. Sin embargo, ninguno de estos museos posee rastros de los discos. Tampoco se han encontrado los que, teóricamente, se habían enviado a la Unión Soviética para su análisis.

- 7. Las tribus Dropa. Mientras que se ha relatado que son tribus de enanos débiles, en la actualidad los Dropa son pastores nómadas que habitan la mayor parte del norte del Tíbet. Los Ham son también habitantes del Tíbet y tradicionalmente han servido como guerreros: muchos de los guardaespaldas del 13º Dalái lama durante su escape de la invasión china eran Ham tibetanos. La palabra "Dropa", según Creighton, describe a los residentes nómadas de las tierras altas del Tíbet y literalmente puede ser traducida como "soledad" o "aislada". Además, Creighton describió a los Dropa no con semejanza a "trogloditas", o como "atrofiados"; al contrario, ellos tienden a ser bastante grandes y robustos, conviniendo a su ocupación como pastores.